# Сигенбек, Маттейс
Маттейс Сигенбек (нидерл. Matthijs Siegenbeek; 23 июня 1774, Амстердам — 26 ноября 1854, Лейден) — нидерландский академик, лингвист.

## Биография

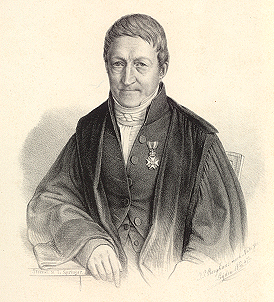
Matthijs Siegenbeek by J.P. Berghaus, 1847.

С марта 1796 года Сигенбек состоял меннонитским пастором во фрисландском городе Доккуме.
В 1797—1847 годах преподавал в Лейденском университете. Он стал первым в этом университете профессором нидерландского языка.
В 1804 году по поручению правительства опубликовал правила орфографии (нидерл. Verhandeling over de Nederduitsche spelling ter bevordering van de eenparigheid in dezelve), более чем на полвека принятые в качестве обязательных (хотя и встреченные резкой критикой Виллема Билдердейка).
Много писал по вопросам грамматики и истории литературы, издавал древние тексты, словари и пр.
В 1822—1847 годах Сигенбек был президентом, а затем — почётным членом Общества голландской литературы.